# Chinyero
Der Chinyero ist ein Schlackenkegel an den Hängen des Pico del Teide auf der kanarischen Insel Teneriffa und ist von dessen Spitze ca. 10 km entfernt. Er hat zwar eine Höhe von 1556 Meter, überragt seine Umgebung aber nur um 60 Meter.
Sein Ausbruch vom 18. bis 27. November 1909 war der bislang letzte Vulkanausbruch auf Teneriffa. Dabei wurden über 2 km² Land durch Lava und Asche verwüstet, Menschen kamen aber nicht zu Schaden.
In seiner Nachbarschaft, kaum 3 km entfernt, liegt die Montaña Negra, ein weiterer Schlackenkegel, der 1706 durch Lavaströme die Hafenstadt Garachico zerstörte.